# Постепенное испарение
Постепенное испарение — способ осуществления перегонки (дистилляции). Используется наряду с однократным и многократным испарением как метод разделения компонентов смесей взаимно растворимых жидкостей на отдельные компоненты или фракции (для сложных смесей, например, таких, как нефть), которые отличаются по температурам кипения как друг от друга, так и от исходной смеси.
Если при каждом однократном испарении нефти происходит бесконечно малое изменение её фазового состояния, а число однократных испарений бесконечно большое, то такая перегонка является перегонкой с постепенным испарением.
При постепенном испарении образующиеся пары по мере их образования непрерывно выводятся из перегонного аппарата. Постепенное испарение применяется при лабораторной перегонке нефти из колбы, а в промышленной практике прежде использовалось при перегонке на кубовых установках.